# Ferrocarriles de la Sabana de Bogotá

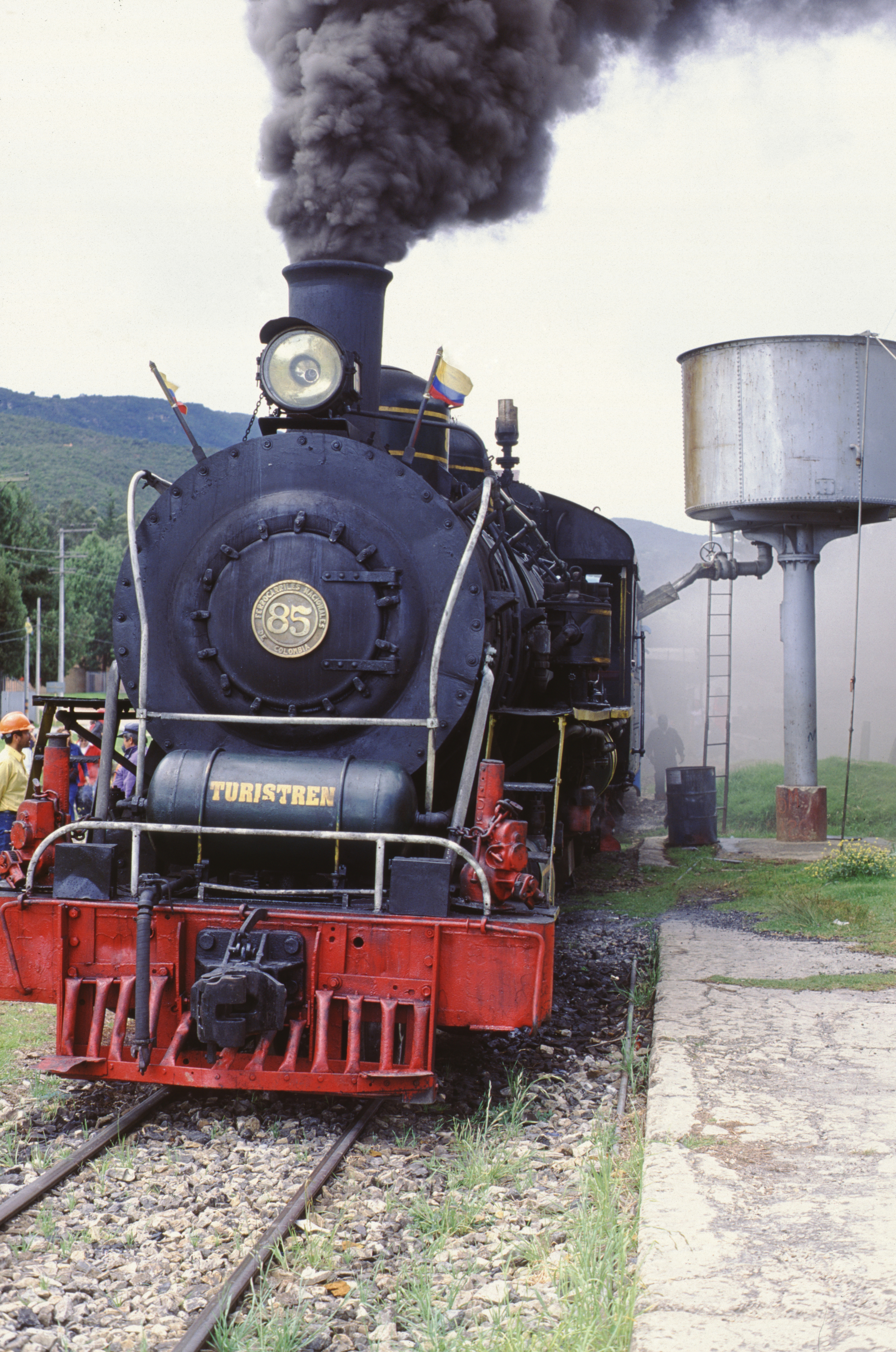
Locomotora de vapor 85, de Turistren, en 2003. Estación La Caro, línea de Bogotá a Zipaquirá.

Los Ferrocarriles de la Sabana de Bogotá, comúnmente conocido como el Tren de la Sabana, es el grupo de ferrocarriles que se localizan en la región geográfica de la Sabana de Bogotá. Prestó servicios de transporte ferroviario desde 1889 entre las poblaciones del Área metropolitana de Bogotá. Fue liquidado en 1991 junto con los Ferrocarriles Nacionales de Colombia.
Actualmente, y desde 1992 una de sus líneas (Ferrocarril del Norte) fue habilitada para funcionar como tren turístico bajo la administración de la Empresa Colombiana de Vías Férreas (Ferrovías de Colombia) la cual también fue liquidada en 2007, el servicio de transporte turístico lo cumple la empresa Turistren.
Desde el 2004 (cuando fue reparada totalmente la vía férrea Bogotá-Paz de Río, que corresponde a la línea del Ferrocarril del Nordeste por el gobierno nacional), ha empezado a funcionar también para el transporte de carga.

## Historia

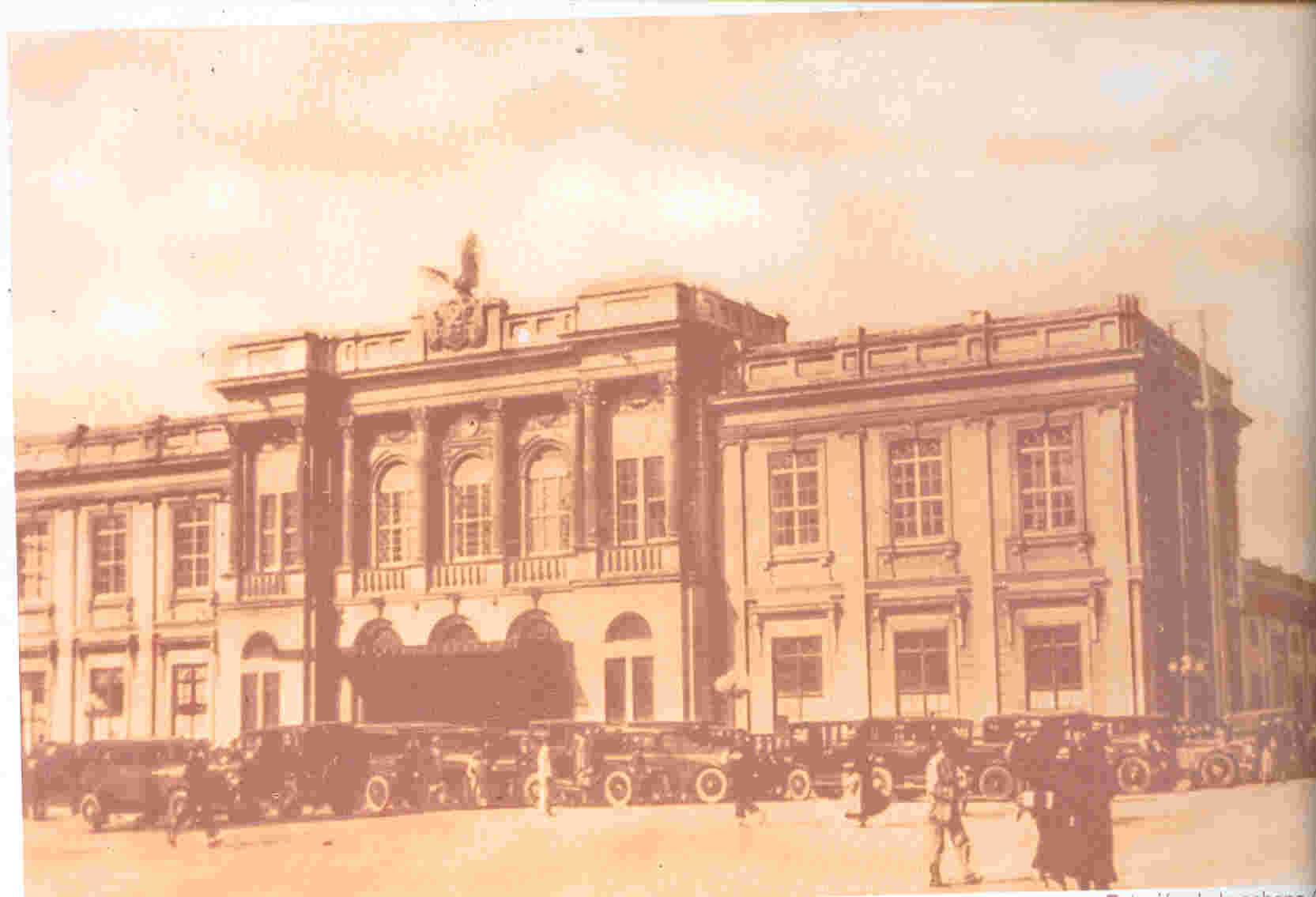
Estación Central del Ferrocarril de la Sabana en 1930.

La construcción del Ferrocarril de Bogotá D. C. a Facatativá se contrató en 1873 y sus trabajos se iniciaron en 1882 por una compañía privada. La obra se suspendió en 1885 debido a disturbios, para esta entonces ya alcanzaba una longitud de 18 km. Un nuevo contrato se celebró en 1886 para terminar la obra con la nueva “Compañía del Ferrocarril de la Sabana”. Cuando el, ferrocarril fue inaugurado en julio de 1889 su extensión era de 40 km. En 1887 se contrató la construcción de la línea a Zipaquirá; de ahí en adelante el Ferrocarril de la Sabana se extendió por toda la Sabana de Bogotá alcanzando su máximo en 1953, con una extensión aproximada de 200 km.
En 1917, se inauguró la Estación de la Sabana construida por el ingeniero inglés William Lidstone; esta funcionó como punto central del sistema férreo nacional y se construyó en lo que en ese entonces eran las afueras de la ciudad hacia el occidente, la Calle 13, vía que comenzaba en el barrio San Victorino y pasaba por Puente Aranda y Fontibón llegando hasta Facatativá.
Las últimas líneas férreas de Bogotá y su sabana fueron construidas en el año de 1953. En ese entonces existían estaciones en Chapinero, Calle 100, Usaquén, La Caro, Briceño (Sopó), Tocancipá, Gachancipá y Cajicá hacia el norte; las estaciones de Fontibón, Madrid, El Corso y Mosquera hacia el occidente; las estaciones de Bosa, Soacha y Sibaté hacia el suroccidente. El Tren de la sabana determinó en gran parte la dirección en que la ciudad se desarrolló y creció.
El Ferrocarril de la Sabana sirvió como base para la expansión de las vías férreas hacia el resto del país las cuales posteriormente se unieron bajo la administración de los Ferrocarriles Nacionales de Colombia. Por el occidente iban hasta la ciudad portuaria de Santa Marta haciendo escala en Facatativá y continuando por el corredor del Río Magdalena; hacia el sur llegaban hasta Soacha; al norte hasta La Caro, donde las líneas del Ferrocarril del Norte y Ferrocarril del Nordeste compartían la Estación antes bifurcarse de nuevo hacia Zipaquirá y Nemocón por el norte y Gachancipá por el nordeste para empalmar con el ferrocarril que conectaba con los departamentos de Boyacá y Santander. Desde la Estación de la Sabana también salían los trenes que conectaban Bogotá con Cundinamarca así como con el resto del país.

### Extensión y Estaciones de los Ferrocarriles de la Sabana de Bogotá en 1953

#### Estaciones del Ferrocarril de La Sabana (FC Occidente)
Inauguradas en 1889 y originalmente denominado como Ferrocarril de la Sabana y Cundinamarca, fue construido con el propósito de comunicar a Bogotá con el Magdalena a la altura de Puerto Salgar. Para esto, los ingenieros colombianos Indalecio Liévano Reyes y Juan Nepomuceno González Vásquez (1839-1910) adaptaron en 1865 el camino que había sugerido el francés Antoine Poncet en 1848. Hacia 1882, se inició su construcción, la cual llegó a Facatativá en 1889, en 1921 se creó la Compañía del Ferrocarril de Cundinamarca cuya prolongación hasta el bajo Magdalena se concluyó en 1925, para ese año, se dispuso su empalme con el Ferrocarril de Girardot, por lo que se realizó el angostamiento del Ferrocarril de La Sabana y Cundinamarca para el año de 1936 se prolongó hasta Puerto Salgar y en 1953 se integró a la División Central de los Ferrocarriles Nacionales.
1. Estación de la Sabana- kilómetro 0
2. Estación Paradero km 2- km 2
3. Estación Puente Aranda/ Terminal de Carga- kilómetro 5
4. Estación Fontibón- km 10
5. Estación Engativa- km 13
6. Estación Paradero Cerrito/La Floresta- km 16
7. Estación Funza (Actualmente Demolida)- km 18
8. Estación Mosquera- km 22
9. Estación Madrid- km 26
10. Estación El Corzo- km 33
11. Estación Paradero Los Micos- km 39
12. Estación Facatativá- km 40

(Empalme con FC de La Dorada por medio de FC de Cundinamarca y FC de Girardot).

#### Estaciones del Ferrocarril del Sur
Su construcción se inició en 1895 y buscaba comunicar Bogotá con Soacha. En 1903 llegó a Sibaté y dos años después, bajo la dirección del ingeniero Enrique Morales Ruiz (1851-1920), se empalmó con el Ferrocarril de La Sabana cuya estación se construyó en Bogotá, aledaña a la de este ferrocarril. En 1912 se inició el tramo que llevaría al Salto de Tequendama y que sólo se concluyó hasta 1927. Allí se erigió un imponente hotel. Sus rieles fueron levantados en 1943.
1. Estación Bosa: Autopista Sur - Calle 65 Sur, inaugurada en 1899
2. Estación Soacha: Carrera 5 - Calle 13, inaugurada en 1899
3. Estación Alicachín (Chusacá): Autopista Sur, Soacha - Sibate K4+600, inaugurada en 1903
4. Estación Santa Isabel (Sibaté): inaugurada en 1903
5. Estación San Miguel: inaugurada en 1930

- Ramal Salto de Tequendama

1. Estación El Charquito: inaugurada en 1927
2. Estación Salto de Tequendama: inaugurada en 1927

#### Estaciones del Ferrocarril del Norte (1872)
Desde 1871 se había estudiado una ruta que partiendo de Bogotá, llegara al Océano Atlántico a través de los ríos Carare y Magdalena, proyecto liderado por el después presidente Aquileo Parra (1825-1900). En 1889 se inició la construcción del tramo Bogotá - Zipaquirá. Para 1894 llegó hasta el Puente del Común; dos años después a Cajicá y en 1898 se extendió hasta Zipaquirá. En 1906 se contrató su prolongación hasta Bucaramanga que, luego de infinidad de problemas, se construyó hasta Chiquinquirá en 1926 y hasta Barbosa en 1935. Para 1947 se intentó retomarlo para extenderlo hasta Bucaramanga, pero en 1951 el Gobierno canceló su construcción y ordenó el levantamiento de los rieles.
1. Estación del Norte (km 0) cerca a la calle 18 con carrera 15
2. Estación Chapinero (km 5) actual calle 63 con carrera 14 - Inexistente
3. Estación La Calleja (km 11,25) cerca a la actual Autopista Norte con calle 122 - Inexistente
4. Estación El Prado (km 13) actual Autopista Norte con calle 138 - Inexistente
5. Estación La Uribe (km 16) actual Autopista Norte con calle 170 - Inexistente
6. Paradero El Otoño (km 19,5) cerca a la actual Autopista Norte con calle 207 - Inexistente
7. Paradero Palermo (km 22) actual Autopista Norte con calle 232 - Inexistente
8. Estación Puente del Común (km 34). Estación M. A. Caro, hoy comúnmente conocida como "La Caro" inaugurada en 1894
9. Estación Cajicá: inaugurada en 1896
10. Estación Zipaquirá: inaugurada en 1898[3]
11. Estación Mortiño (Cogua)
12. Estación Nemocón: inaugurada en 1907
13. Estación Mogua
14. Estación La Laguna: inaugurada en 1907
15. Estación El Crucero: inaugurada en 1907
16. Estación El Ruhr: inaugurada en 1907 su nombre proviene de la Región del Ruhr en Alemania, por la típica producción de carbón en esta zona de Cundinamarca. La estación, en desuso, muestra vestigios de la infraestructura especialmente creada para cargar carbón.
17. Estación Lenguazaque: inaugurada en 1907
18. Estación El Rabanal
19. Estación La Isla-Guachetá
20. Estación Venecia
21. Estación Puerto Robles
22. Estación Guatancuy
23. Estación Fúquene: inaugurada en 1907
24. Estación Guachetá
25. Estación Susa
26. Estación Simijaca
27. Estación Chiquinquirá: Diseñada por el arquitecto Joseph Martens, y dirigida por el ingeniero constructor Fernando J. Zarate, la Estación comenzó a construirse en 1926 y fue concluida en tiempo récord de dos años, se inauguró el 12 de octubre de 1928.[4]
28. Estación Barbosa: inaugurada en 1946

#### Estaciones del Ferrocarril del Nordeste
Su construcción, que buscaba comunicar los departamentos de Cundinamarca y Boyacá, especialmente las ciudades de Tunja y Bogotá; se inició en 1925 y estuvo a cargo de la firma belga Société Nationale de Chemins de Fer. Un año después llegó a Usaquén; en 1930 se extendió hasta Albarracín y en 1931 llegó a la capital boyacense: Tunja y posteriormente al municipio de Sogamoso. Siete años después, la Nación lo compró y lo prolongó hasta Paz del Río para facilitar el transporte del material de las minas de hierro. Debido al desarrollo de Bogotá, se levantaron los rieles del Ferrocarril del Norte a lo largo de lo que sería la Avenida Caracas, por lo que tuvo que hacer uso del corredor férreo del Ferrocarril del Nordeste que, a su vez en 1951, se trasladaron para construir la Avenida Ciudad de Quito (Carrera 30).

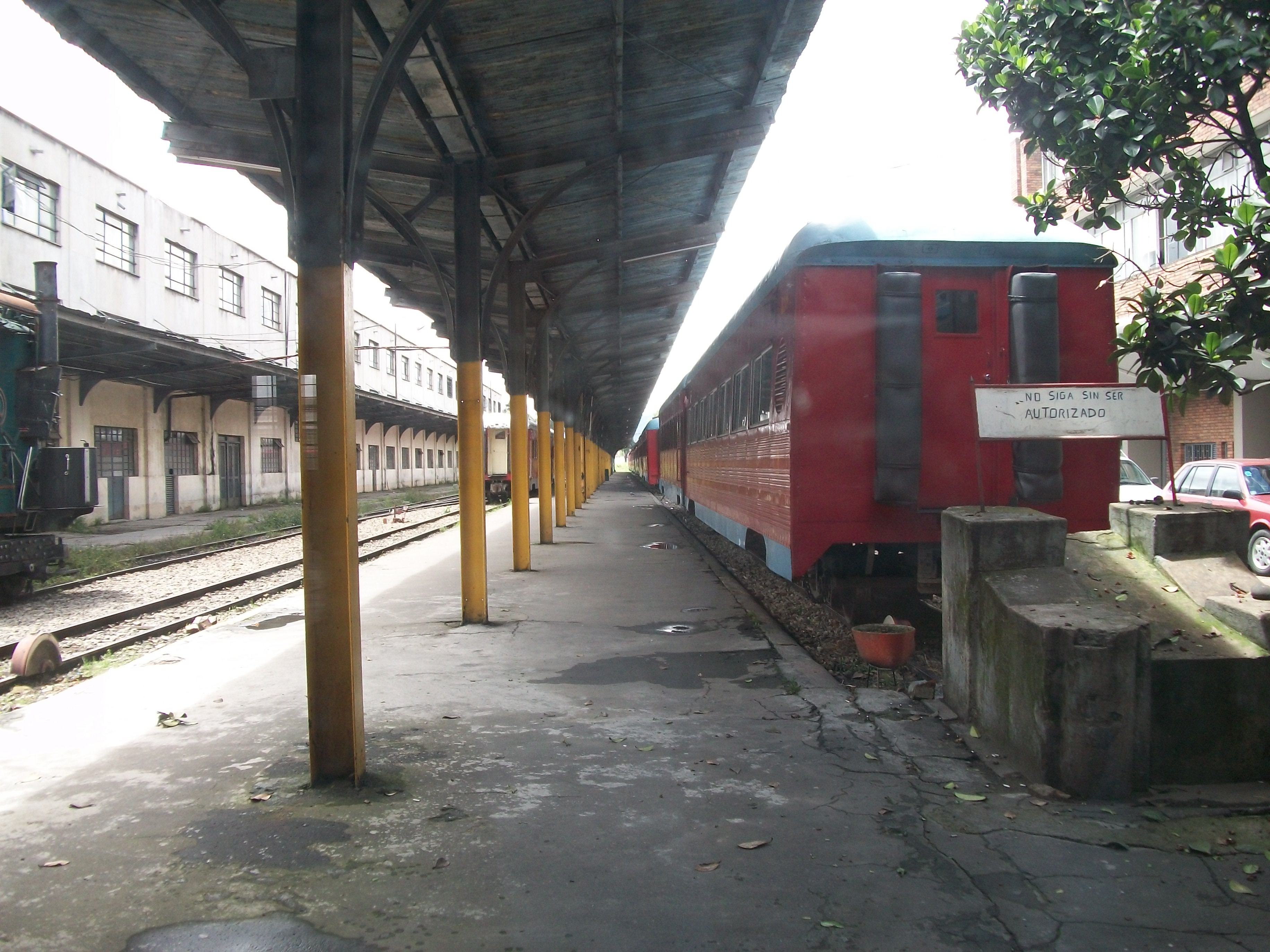
Estado actual de los andenes de la Estación de la Sabana.

1. Estación de la Sabana kilómetro 0.
2. Estación Puente Aranda - Terminal de Carga kilómetro 5.
3. Estación Chapinero (hoy demolida/en desuso)
4. Estación Calle 100 (hoy demolida/en desuso)
5. Estación Usaquén km 15.Calle 110 con avenida 9.ª
6. Estación Ramal Samper km 18.
7. Estación San Antonio km 23. Construida en el periodo 1930-1940. Calle 182 con avenida 9.ª.
8. Estación Torca
9. Estación Puente del Común: km 34. Estación M. A. Caro, hoy comúnmente conocida como "La Caro" inaugurada en 1894
10. Estación Briceño, (Sopó) km 47.
11. Estación Tocancipá km 53.
12. Estación Gachancipá km 58.
13. Estación Sesquilé km 71.
14. Estación Suesca km 74.
15. Estación Chocontá km 93. Autopista Bogotá - Tunja con calle 13, Chocontá.
16. Estación Villapinzón km 106.
17. Estación Albarracín km 121.
18. Estación del Ferrocarril de la Sabana en Zipaquirá.Estación Ventaquemada km 136.
19. Estación Tierranegra km 150.
20. Estación Samacá km 158.
21. Estación Puente de Boyacá km 162.

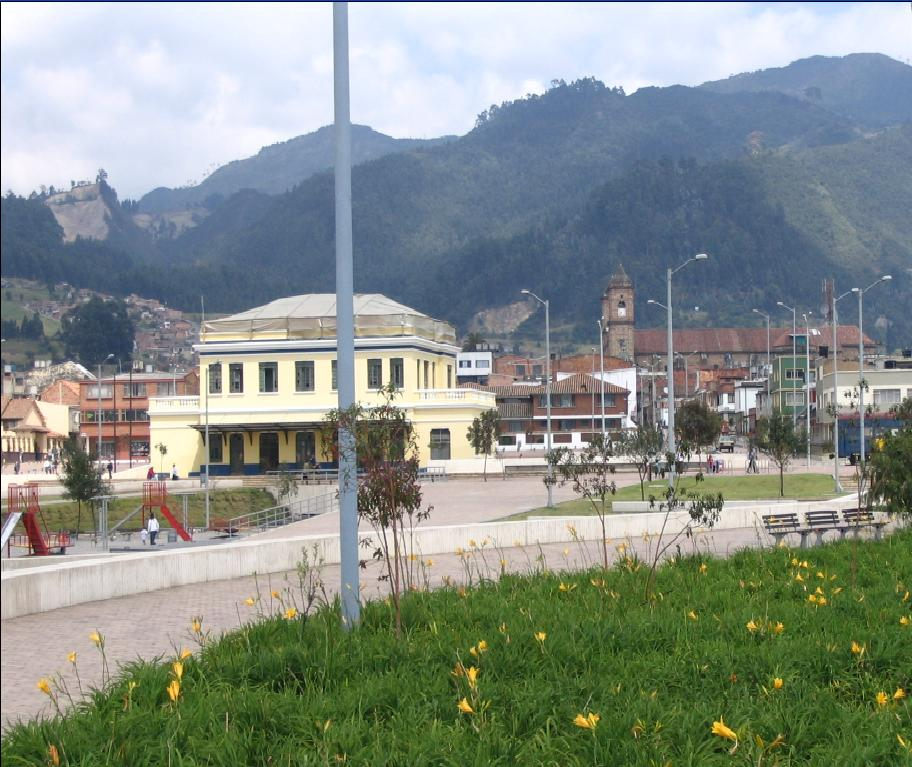
Estación del Ferrocarril de la Sabana en Zipaquirá.

22. Estación Páez Nuevo - Tunja Sur (también estación J. Páez o Germania): km 172
23. Estación La Nevera (también estación Alto del Moral) en desuso
24. Estación Central de Tunja: km 184. inaugurada en 1939
25. Estación La Vega - Tunja Norte - UPTC: km 190.
26. Estación Oicatá km 199.
27. Estación Tuta km 209.
28. Estación Sotaquirá: km 213
29. Estación Termopaipa: km 222
30. Estación Paipa: km 225.
31. Estación Bonza: km 231.
32. Estación Duitama km 239.
33. Estación Tibasosa km 248.
34. Estación Sogamoso km 256.
35. Estación Chicamocha km 261.
36. Estación Belencito km 262.

#### Estaciones del Ferrocarril del Oriente
En 1914 se inició la obra de este Ferrocarril que buscaba comunicar Bogotá con el río Meta. Hizo uso de un tranvía eléctrico que viajaba desde la Plaza de Bolívar hasta Puente Núñez, en la intersección de los ríos San Francisco y San Agustín (actualmente avenida Caracas con sexta). En 1917 se prolongó la vía desde allí hasta el río Fucha y sólo diez años después llegó a Yomasa; en 1928, a Usme y tres años después se inauguró la Estación Vicente Olarte Camacho, en honor al fundador de la Empresa, pero ese mismo año se suspendió la obra. Esta edificación aún se conserva. En 1935 se determinó el levantamiento de los rieles y la venta del material rodante al Ferrocarril del Sur.
1. La Requilina (Usme)

### Decadencia y desaparición
El tren fue perdiendo su importancia gradualmente debido a que las poblaciones que éste conectaba se integraron al área urbana de Bogotá a través de otras formas de transporte. Las limitaciones técnicas del tren como la baja potencia, la velocidad de los equipos y lo angosto de la carrilera hicieron que la modernización resultara costosa además de la corrupción en las altas instancias. A esta limitación se sumó la acumulada carga prestacional y pensional, que desembocó en la liquidación de los Ferrocarriles Nacionales y junto a estos el Ferrocarril de la Sabana. En 1991 se llevó a cabo la liquidación de los Ferrocarriles Nacionales y junto con estos la del Ferrocarril de la Sabana, el cual dejó de operar normalmente.
A todo esto, la empresa Turistren opera desde el año 1992 la línea del Ferrocarril del Norte que funciona de manera regular los fines de semana y los días feriados como servicio recreativo y turístico. Otras vías fueron removidas para dar lugar a obras de infraestructura vial y al sistema de transporte masivo solo bus de TransMilenio. Aquellas estaciones que no fueron demolidas para dar paso a la modernidad han sido restauradas y declaradas patrimonio arquitectónico, cultural y turístico de la ciudad.

## Actualidad
Actualmente el sistema esta en uso para carga y con fines turísticos pese a que su punto de partida y final del trayecto ya no es la Estación de la Sabana, pues la alcaldía de Bogotá y el gobierno nacional destinaron su uso para otras actividades. Existen proyectos para utilizar parte del trazado para implementar el Tren de Cercanías de la Sabana de Bogotá en el 2020 iniciaría la construcción del regiotram pero esto no ha sucedido. 

### Tren de carga
La línea del Ferrocarril del Nordeste del Tren de la Sabana que empalma con el Ferrocarril de Tunja (Vía Bogotá-Paz de Río anteriormente bajo administración de los FNC) fue totalmente rehabilitada en el año 2004 bajo la administración de la extinta Empresa Colombiana de Vías Férreas (Ferrovías de Colombia) por el gobierno nacional, para transporte de carga desde las instalaciones de Acerías Paz de Río en Boyacá pasando por la ciudad de Tunja con 4 estaciones y luego hasta la Capital de la República. El tren de carga se encuentra hoy bajo la administración de Acerías Paz de Río.
Desde el año 2017 ,  la Agencia Nacional de Infraestructura de Colombia (ANI) seleccionó a la empresa Consorcio Ibines Férreo para trabajar junto con ella en la rehabilitación y operación de vías Férreas. Los tramos comprendidos son: Bogotá - Tunja - Belencito y La Dorada - Chiriguana.
Locomotoras: GE UB-10 (4) y EMD GR-12 (4).

### Turistren

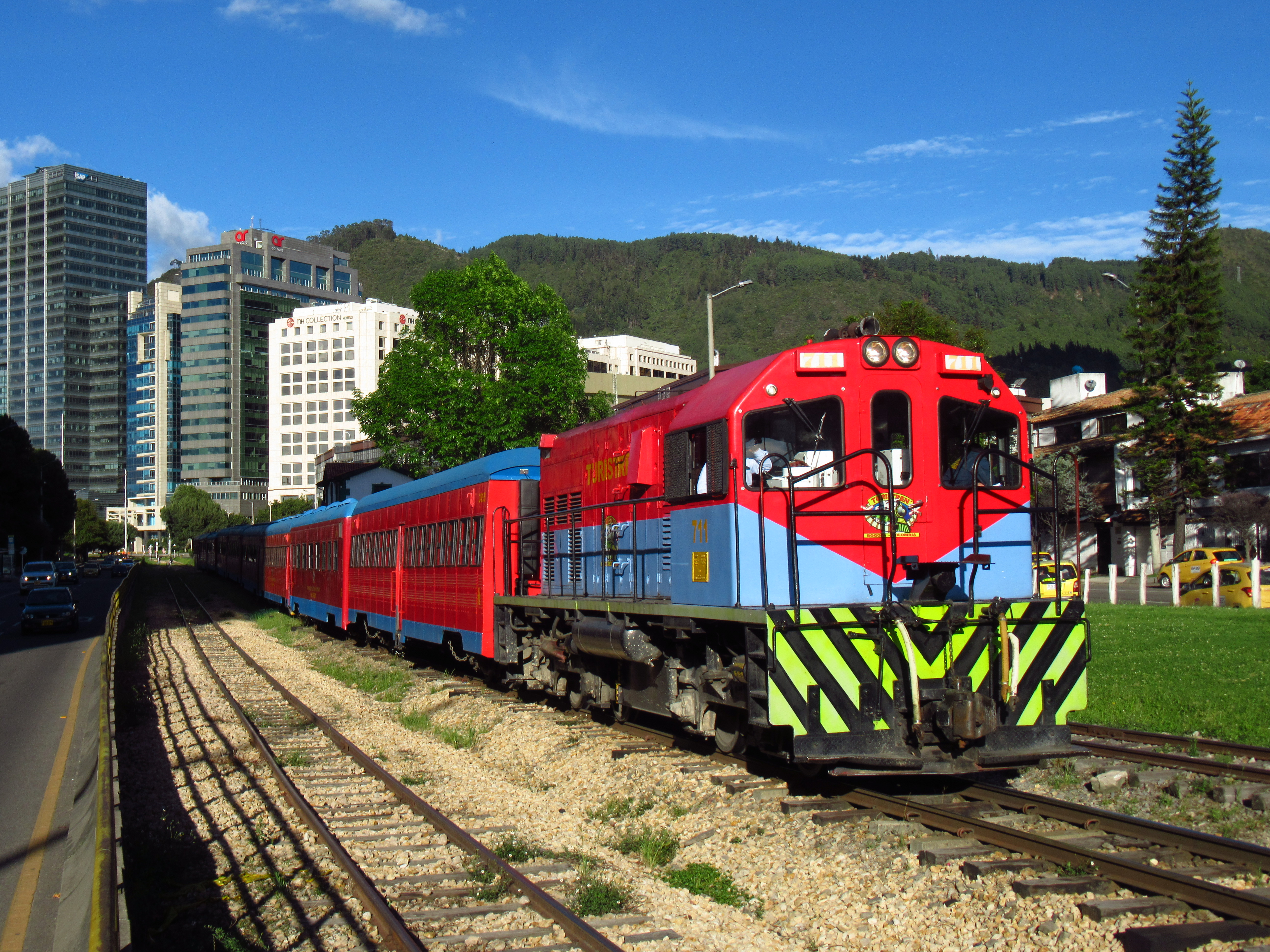
Turistren a la altura de Usaquén

Desde 1992 la línea del Ferrocarril del Norte fue habilitada para funcionar como tren turístico bajo la administración de la Empresa Colombiana de Vías Férreas (Ferrovías de Colombia) y luego bajo la empresa Turistren S.A. La actual ruta turística va desde la Estación de la Sabana, pasando por Usaquén, La Caro, Parque Jaime Duque (Briceño), Cajicá hasta Zipaquirá, incluye además diferentes eventos recreativos durante el recorrido por la Sabana de Bogotá. En Zipaquirá algunos vagones del tren se utilizan como cafetería para los turistas. La empresa Turistren Ltda. promueve la explotación de trenes turísticos sobre la base de la experiencia de su propio fundador Ingeniero Mecánico Eduardo Rodríguez Ardila, quien cuenta con especialización en ferrocarriles en Inglaterra, Francia y Japón, así como con publicaciones, estudios y participación en proyectos ferroviarios desde el año 1960.
Locomotoras y autovagones:
5 Locomotoras a vapor Baldwin.
3 Locomotoras diésel GE U10B de 1000 HP de potencia.
3 Autoferros ASJ: fabricados por la empresa sueca Aktiebolaget Svenska Järnvägsverkstäderna (ASJ), remotorizados cada uno con Motor Cummins.

### Tren de Cercanías de la Sabana de Bogotá
El tren de cercanías en un sistema de transporte masivo sobre rieles que está en planeación para la ciudad de Bogotá y la región circundante, denominada Sabana de Bogotá. Este sistema, pretende comunicar Bogotá con las ciudades y poblaciones cercanas.
Se espera que el proyecto sea ejecutado por medio de una alianza público-privada y se estima una inversión de 1.050 millones de dólares, con una etapa de ejecución de tres años.